# MBC 일요영화특선
《MBC 일요영화》은 문화방송에서 방송된 영화 프로그램이다.

## 역사
2007년 5월 27일에 첫 방송을 시작한 이 프로그램은 같은 해 9월 16일까지 매주 일요일 심야 시간대에 방송되었으나, 낮은 시청률로 인해 고전을 면하면서 결국 폐지되었다. 9월 7일부터 매주 일요일 오전 시간대에 방송되었다.

## 방영 목록

### 2007년
| 회차 | 방송일   | 제목                          | 제목 |
| ---- | -------- | ----------------------------- | ---- |
|      | 5월 27일 | 천녀유혼                      |      |
|      | 6월 3일  | 천녀유혼 2                    |      |
|      | 6월 10일 | 천녀유혼 3                    |      |
|      | 6월 17일 | 돌려차기                      |      |
|      | 6월 24일 | 똥개                          |      |
|      | 7월 1일  | 엘 시드(자막)                 |      |
|      | 7월 8일  | 신용문객잔                    |      |
|      | 7월 15일 | 투 가이즈                     |      |
|      | 7월 29일 | 식스 데이 세븐 나잇           |      |
|      | 8월 5일  | 조용한 가족                   |      |
|      | 8월 12일 | 옹박                          |      |
|      | 8월 19일 | 올드보이                      |      |
|      | 8월 26일 | 썸                            |      |
|      | 9월 2일  | 마더 테레사                   |      |
|      | 9월 9일  | 붉은 수수밭                   |      |
|      | 9월 16일 | 세상의 중심에서 사랑을 외치다 |      |

### 2025년
| 회차 | 방송일    | 제목                         | 제목 |
| ---- | --------- | ---------------------------- | ---- |
|      | 9월 7일   | 리전에어(우리말 더빙)        |      |
|      | 9월 14일  | 비긴 어게인(우리말 더빙)     |      |
|      | 9월 21일  | 석양의 무법자(우리말 더빙)   |      |
|      | 9월 28일  | 우리 생애 최고의 순간        |      |
|      | 10월 5일  | 투사부일체                   |      |
|      | 10월 12일 | 리바운드                     |      |
|      | 10월 19일 | 범죄도시 4                   |      |
|      | 10월 26일 | 브루스 올마이티(우리말 더빙) |      |
|      | 11월 2일  | 잔 다르크(우리말 더빙)       |      |
|      | 11월 9일  | 역전의 명수                  |      |
|      | 11월 16일 | 슈퍼스타 감사용              |      |
|      | 11월 23일 | 살인의 추억                  |      |
|      | 11월 30일 | 페이스 오프(우리말 더빙)     |      |
|      | 12월 7일  | 사선에서(우리말 더빙)        |      |

## 같이 보기
- 토요명화 (KBS 2TV) - 2007년 11월 4일에 폐지됨, 과거
- 토요영화 KBS 프리미어 (KBS 2TV) - 2008년 11월 22일에 폐지됨, 과거
- 일요특선 (KBS 2TV) - 1996년 4월 28일에 폐지됨, 과거
- MBC 주말의 명화 (MBC TV) - 2010년 10월 30일에 폐지됨, 과거
- MBC 일요심야극장 (MBC TV) - 2004년 5월 2일에 폐지됨, 과거
- MBC 금요영화천국 (MBC TV) - 2007년 5월 18일에 폐지됨, 과거
- 영화특급 (SBS) - 2011년 1월 1일에 폐지됨, 과거
- 일요명화 (SBS) - 1997년 10월 19일에 폐지됨, 과거
- 시네클럽 (SBS) - 2008년 4월 27일에 폐지됨, 과거
- 위성극장 (KBS2 (위성), KBS 위성) - 2002년 2월 24일에 폐지됨, 과거
- 명화극장 (KBS 1TV) - 2014년 12월 26일에 폐지됨, 과거
- 고전영화극장 (EBS TV) - 2017년 2월 24일에 폐지됨, 과거
- OBS 시네마 (OBS 경인TV) - 현재
- KTV 시네마 (KTV) - 현재
- 세계의 명화 (EBS TV) - 현재
- 일요시네마 (EBS TV) - 현재
- 한국영화특선 (EBS TV) - 현재
- 수요극장 (EBS TV) - 2014년 9월 10일에 폐지됨, 과거
- EBS 금요극장 (EBS TV) - 2013년 8월 23일에 폐지되었다가 2017년 3월 3일에 부활했다가 2019년 8월 16일에 다시 폐지됨, 과거